# Johann Georg Fischer (Orgelbauer, 1769)
Johann Georg Fischer (* 1769 in Augsburg; † 5. Juli 1850 in Klosterneuburg) war ein deutsch-österreichischer Orgelbauer.

## Leben
J. G. Fischer stammte aus Augsburg und war unter anderem auch als Geselle bei Konrad März/München tätig.
Im Alter von 32 Jahren suchte Fischer im Jahre 1801 beim Magistrat der landesfürstlichen Stadt Klosterneuburg um Niederlassungsbewilligung an, die ihm unter Auflagen per 15. Dezember desselben Jahres erteilt wurde und wo er auch eine Werkstätte errichtete.
Im Jahre 1805 erhielt er von Propst Gaudenz Dunkler den Bestallungsauftrag für den Stifts-Musik-Chor unter der Bedingung, die Orgel einmal pro Jahr zu reinigen. Fischer hielt sich mit mehreren kleineren Reparaturen – auch Klavierreparaturen – über Wasser und hatte Mühe, seine Frau Anna und seinen Sohn Johann zu versorgen. Dieser wurde später zwar Orgelbauer, übernahm aber nicht die Werkstatt seines Vaters. 1814 erhielt Fischer eine Kaffeesiederbefugnis und er richtete eine Tischlerwerkstatt ein.
1821 renovierte er die große Stiftsorgel in Klosterneuburg und nannte sich von da an „Stiftsorgelbauer“.
Innerhalb von 50 Jahren hat Fischer 26 Instrumente völlig neugebaut, eine im Vergleich zur Produktion von konkurrierenden Orgelbauern eine kleine Anzahl.

## Neubauten
In vier Pfarrkirchen sind Orgeln von Fischer (mit Entstehungsjahr) noch erhalten. Darüber hinaus hat Fischer 22 weitere Instrumente gebaut.
Die Größe der Instrumente wird in der fünften Spalte durch die Anzahl der Manuale und die Anzahl der klingenden Register in der sechsten Spalte angezeigt. Eine Kursivierung zeigt an, dass die betreffende Orgel nicht mehr erhalten ist.
| Jahr      | Ort            | Kirche                            | Bild | Manuale | Register | Bemerkungen |  |
| --------- | -------------- | --------------------------------- | ---- | ------- | -------- | --- |  |
| 1810      | Nappersdorf    | Pfarrkirche Nappersdorf           |      | II/P    | 16       | Die 1810 erbaute Orgel wurde 2001 von Diethard Pemmer um ein neues Brüstungspositiv auf zwei Manuale erweitert. |  |
| 1813      | Aspern         | Martinskirche                     |      | II/P    | 16       | Hauptwerk und Pedal flankieren das Chorfenster, Positiv als Brüstungswerk; erhalten |  |
| 1819      | Schöngrabern   | Pfarrkirche Schöngrabern          |      | II/P    | 13       | Positiv als Brüstungswerk konzipiert; während der fünfachsige Prospekt des Hauptwerks in barocker Tradition steht, ist das Rückpositiv vom Klassizismus geprägt; auffallend ist (wie in Großmugl) das Fehlen einer Oktave 4′; Orgel weitgehend erhalten. |  |
| 1817      | Wien-Leopoldau | Pfarrkirche Leopoldau             |      | II/P    | 19       | nur Gehäuse erhalten, seit 1961 Orgel von Gregor Hradetzky |  |
| 1820      | Gföhl          | Pfarrkirche Gföhl                 |      | II/P    |          | Gehäuse erhalten, seit 1975 Orgel von Gregor Hradetzky |  |
| 1823      | Waidendorf     | Pfarrkirche Waidendorf St. Ulrich |      | I/P     | 8        | |  |
| 1825      | Hausleiten     | Pfarrkirche                       |      | II/P    | 16       | |  |
| 1829      | Leobendorf     | Pfarrkirche                       |      | II/P    | 12       | |  |
| 1831–1833 | Großmugl       | Pfarrkirche Großmugl              |      | II/P    | 12       | Im spätbarocken Stil; Positiv als Brüstungswerk; erhalten Disposition |  |
| 1839      | Königstetten   | Pfarrkirche Königstetten          |      | II/P    |          | Gehäuse erhalten |  |
| 1842–1843 | Theiß          | Pfarrkirche Theiß                 |      | II/P    | 12       | Erhalten |  |
| 1845      | Floridsdorf    |                                   |      | II/P    | 14       | Nicht erhalten |  |
| 1847      | Korneuburg     |                                   |      |         |          | Nicht erhalten |  |
| 1848      | Döbling        |                                   |      |         |          | Nicht erhalten |  |

## Umbauten/Restaurierungen
- 1811 und 1817 Wien-Leopoldau (Umbau)
- 1817 Prottes/NÖ
- 1819 Oberhautzental/NÖ
- 1821 und 1832 Chororgel der Stiftskirche Klosterneuburg[5]
- 1822 Velm-Götzendorf/NÖ
- 1823 Waidendorf/NÖ
- 1825 Hausleiten/NÖ
- 1825 Höbersdorf/NÖ
- 1827 Wien-Meidling
- 1829 Leobendorf/NÖ
- 1834 Melk/NÖ (Erweiterung der Stiftsorgel um ein 3. Manual)
- 1836 St. Florian/OÖ (Umbau der Krismann-Orgel)
- 1844 Wien-Meidling